# Pleuridium subenerve
Pleuridium subenerve är en bladmossart som beskrevs av David Maughan Churchill 1989. Pleuridium subenerve ingår i släktet sylmossor, och familjen Ditrichaceae. Inga underarter finns listade i Catalogue of Life.